# Parascutellinia violacea
Parascutellinia violacea är en svampart som först beskrevs av Josef Velenovský, och fick sitt nu gällande namn av Svrcek 1975. Parascutellinia violacea ingår i släktet Parascutellinia och familjen Pyronemataceae.   Inga underarter finns listade i Catalogue of Life.